# Mueller Motor Car Company
Mueller Motor Car Company war ein US-amerikanischer Hersteller von Automobilen.

## Unternehmensgeschichte
Herman C. Mueller hatte bereits von 1901 bis 1902 die Automobile Construction Company betrieben. Danach betrieb er ein Autohaus. 1909 gründete er das neue Unternehmen in Milwaukee in Wisconsin zur Fahrzeugherstellung. Der Markenname lautete Mueller. 1910 endete die Produktion.
Es gab keine Verbindung zur Mueller Manufacturing Company, die vor 1900 den gleichen Markennamen für ihre Fahrzeuge verwendete.

## Fahrzeuge
Im Angebot stand nur ein Modell. Es war ein Highwheeler. Der offene Aufbau wird als Motor Buggy beschrieben.